# Meidougou
Meidougou est un village du Cameroun situé à une intersection de la route nationale 1 et la route nationale 6 dans le département du Mbéré et la région de l'Adamaoua. Il fait partie de la commune de Meiganga.

## Population
Lors du recensement de 2005, le village était habité par 2948 personnes, 1404 de sexe masculin et 1544 de sexe féminin.
Un dénombrement plus récent attribue le statut de « grand village » à Meidougou dont la population se monte à 3791 habitants en 2013.

## Services publics

### Santé
Le « plan communal de développement de Meiganga » de novembre 2013 cite Meidougou comme le site de l'un des 34 centres de santé « bien aménagés » présents sur la commune de Meiganga.

### Électricité
Meidougou dispose de l'électricité produite par le barrage hydroélectrique de Lagdo, étant desservi par une ligne de moyenne tension qui part de Ngaoundéré jusqu'à Lokoti (via la ville de Meiganga). Les autres villages desservis par la même ligne sont Lokoti, Dankali, Ganghi, Nandéké, Gunbela, Garga-Limbona, Gboutou, Babongo, et Mboulaï.

## Économie

### Marché hebdomadaire
Le marché hebdomadaire de Meidougou est un marché « de collecte des produits vivriers » et se tient tous les mercredis de la semaine.